# Iran aux Jeux olympiques d'hiver de 2014
L'Iran participe aux Jeux olympiques d'hiver de 2014 à Sotchi en Russie du 7 au 23 février 2014. Il s'agit de sa dixième participation à des Jeux d'hiver. 
L'Iran y participe avec 5 athlètes, ce qui constitue sa plus grande équipe dans des jeux d'hiver.

## Ski alpin
L'Iran a obtenu les places suivantes :
- Compétitions masculines: 2 places
- Compétitions féminines: 1 place

| Athlète                 | Épreuves     | Course 1                 | Course 1 | Course 2                | Course 2 | Total                    | Total |
| Athlète                 | Épreuves     | Temps                    | Rang     | Temps                   | Rang     | Temps                    | Rang  |
| ----------------------- | ------------ | ------------------------ | -------- | ----------------------- | -------- | ------------------------ | ----- |
| Mohammad Kiadarbandsari | Slalom       | 55 s 09 (+8 s 39)        | 55e      | 1 min 03 s 78 (+9 s 84) | 29e      | 1 min 58 s 87 (+17 s 03) | 30e   |
| Mohammad Kiadarbandsari | Slalom géant | 1 min 30 s 12 (+9 s 04)  | 56e      | 1 min 32 s 01 (+8 s 82) | 52e      | 3 min 02 s 13 (+16 s 84) | 51e   |
| Hossein Saveh-Shemshaki | Slalom       | 55 s 46 (+8 s 76)        | 57e      | 1 min 03 s 90 (+9 s 96) | 30e      | 1 min 59 s 36 (+17 s 52) | 31e   |
| Hossein Saveh-Shemshaki | Slalom géant | 1 min 32 s 35 (+11 s 27) | 62e      | 1 min 32 s 87 (+9 s 68) | 55e      | 2 min 5 s 22 (+19 s 93)  | 55e   |

| Athlète        | Épreuves | Course 1                 | Course 1 | Course 2                 | Course 2 | Total                    | Total |
| Athlète        | Épreuves | Temps                    | Rang     | Temps                    | Rang     | Temps                    | Rang  |
| -------------- | -------- | ------------------------ | -------- | ------------------------ | -------- | ------------------------ | ----- |
| Forough Abbasi | Slalom   | 1 min 26 s 71 (+34 s 09) | 60e      | 1 min 08 s 98 (+17 s 87) | 46e      | 2 min 35 s 69 (+51 s 15) | 48e   |

## Ski de fond
L'Iran a obtenu les places suivantes :
- Compétitions masculines: 1 place
- Compétitions féminines: 1 place

Hommes
| Athlète           | Épreuve         | Classique | Classique | Libre | Libre | Total         | Total         | Total |
| Athlète           | Épreuve         | Temps     | Rang      | Temps | Rang  | Temps         | Écart         | Rang  |
| ----------------- | --------------- | --------- | --------- | ----- | ----- | ------------- | ------------- | ----- |
| Seyed Sattar Seyd | 15 km classique | NC        | NC        | NC    | NC    | 47 min 16 s 1 | +8 min 46 s 4 | 79e   |

Femmes
| Athlète              | Épreuve         | Classique | Classique | Libre | Libre | Total         | Total          | Total |
| Athlète              | Épreuve         | Temps     | Rang      | Temps | Rang  | Temps         | Écart          | Rang  |
| -------------------- | --------------- | --------- | --------- | ----- | ----- | ------------- | -------------- | ----- |
| Farzaneh Rezasoltani | 10 km classique | NC        | NC        | NC    | NC    | 42 min 31 s 3 | +14 min 13 s 5 | 73e   |